# Никола Наков
Никола Кочев Наков е български офицер (генерал-лейтенант).

## Биография
Никола Наков е роден на 24 февруари 1892 г. във Враца. През 1913 година завършва Военното училище в София, произведен е в чин подпоручик и започва служба в 3-ти пехотен бдински полк. По-късно служи в 54-ти пехотен битолски полк и отново в 3-ти пехотен бдински полк. От 1929 година е адютант на военния министър. През 1932 година е командир на дружина към ШЗО в Княжево, а от от 1934 година е командир на четвърти пехотен плевенски полк. На 6 май 1935 г. е произведен в чин полковник и същата година година е назначен за началник-щаб на първа пехотна софийска дивизия. През 1938 година става командир на дивизията. На 3 октомври 1940 г. е произведен в чин генерал-майор.
В периода 11 април 1942 – 13 септември 1944 г. е командващ първа българска армия. Уволнен е от служба на 13 септември 1944 г. официално „по навършване на 25-годишна служба“, но реално с тази заповед, както и със заповедта от 14 септември е направена първата чистка на т.нар. „реакционни елементи от армията“. Осъден е на смърт от четвърти върховен състав на Народния съд.

## Военни звания
- Подпоручик (1913)
- Поручик (2 август 1915)
- Капитан (18 септември 1917)
- Майор (6 май 1924)
- Подполковник (6 май 1928)
- Полковник (6 май 1935)
- Генерал-майор (3 октомври 1940)
- Генерал-лейтенант (6 май 1944)